# Einar N. Mäkinen
Einar N. Mäkinen, finski general, * 3. julij 1895, † 8. september 1965.